# Bronisław Skibniewski
Bronisław Skibniewski (AFI [brɔ'ɲiswaf scib'ɲevsci], n. 23 mai 1830, Vovkivți, d. 27 iunie 1904, Balici) a fost un latifundiar și om de afaceri polonez, vicepreședinte al Băncii Agricole din Liov. Începând din anul 1874 a fost proprietarul satului Balici și al terenurilor agricole înconjurătoare, care a cumpărat de Henryk Łączyński, iar în 1892 a cumpărat și Adâncata de la Adam Sapieha. În afară acestora, Dunaiviți a fost proprietarea lui moștenită. Fiind membrul șleahtei, a folosit herbul Ślepowron.